# Skrillex
Sonny John Moore (Los Angeles (Califòrnia), 15 de gener de 1988), més conegut com a Skrillex, és un productor de música electrònica estatunidenc, del gènere electro house, dubstep i glitchstep, a més a més d'haver estat vocalista de la banda de post-hardcore From First to Last, entre els anys 2004 i 2007. Més tard Sonny va haver d'estudiar a casa perquè a l'escola li feien bullying i la seva mare va contractar un professor particular.
Com a productor, destaca la implementació d'Ableton Live. Al novembre del 2011, Skrillex fou nominat a cinc categories dels Premis Grammy, dels quals en va guanyar tres, Millor remix per «Cinema» per a Benny Benassi, Millor gravació de dance per «Scary Monsters and Nice Sprites» i Millor àlbum.

## Biografia
Moore, d'ascendència cubana, va néixer a Highland Park, Los Angeles, però després va ser adoptat per un agent d'assegurances i la seva dona, mestressa de casa. Més tard es mudaren a San Francisco, i després la família va tornar a Los Angeles quan ell tenia 12 anys. En aquell moment, es va fer skate-punk, escoltava The Dickies i Subhumans
Moore fou contractat als 16 anys per ser vocalista a la banda “From First to Last”. Després de deixar la banda a principis del 2007, amb dos àlbums sota el braç, Sonny es dedicà a la seva carrera solista. Més tard, i com a productor de dubstep, adoptà el nom artístic de “Skrillex”.

## Carrera musical

### 2004—2006: From First to Last
A principis del 2004, gairebé amb 16 anys, Sonny fou contactat per Matt Good per a ser guitarrista rítmic a la banda de post-hardcore/emo “From First to Last”, Sonny viatjà a Geòrgia i els membres quedaren conformes amb les seves qualitats. Quan, accidentalment, el sentiren cantar Featuring Some of Your Favorite Words quedaren sorpresos per les seves qualitats vocals. El 29 de juny del 2004, la banda llençà el seu primer àlbum, Dear Diary, My Teen Angst Has a Body Count per “Epitaph Records”.

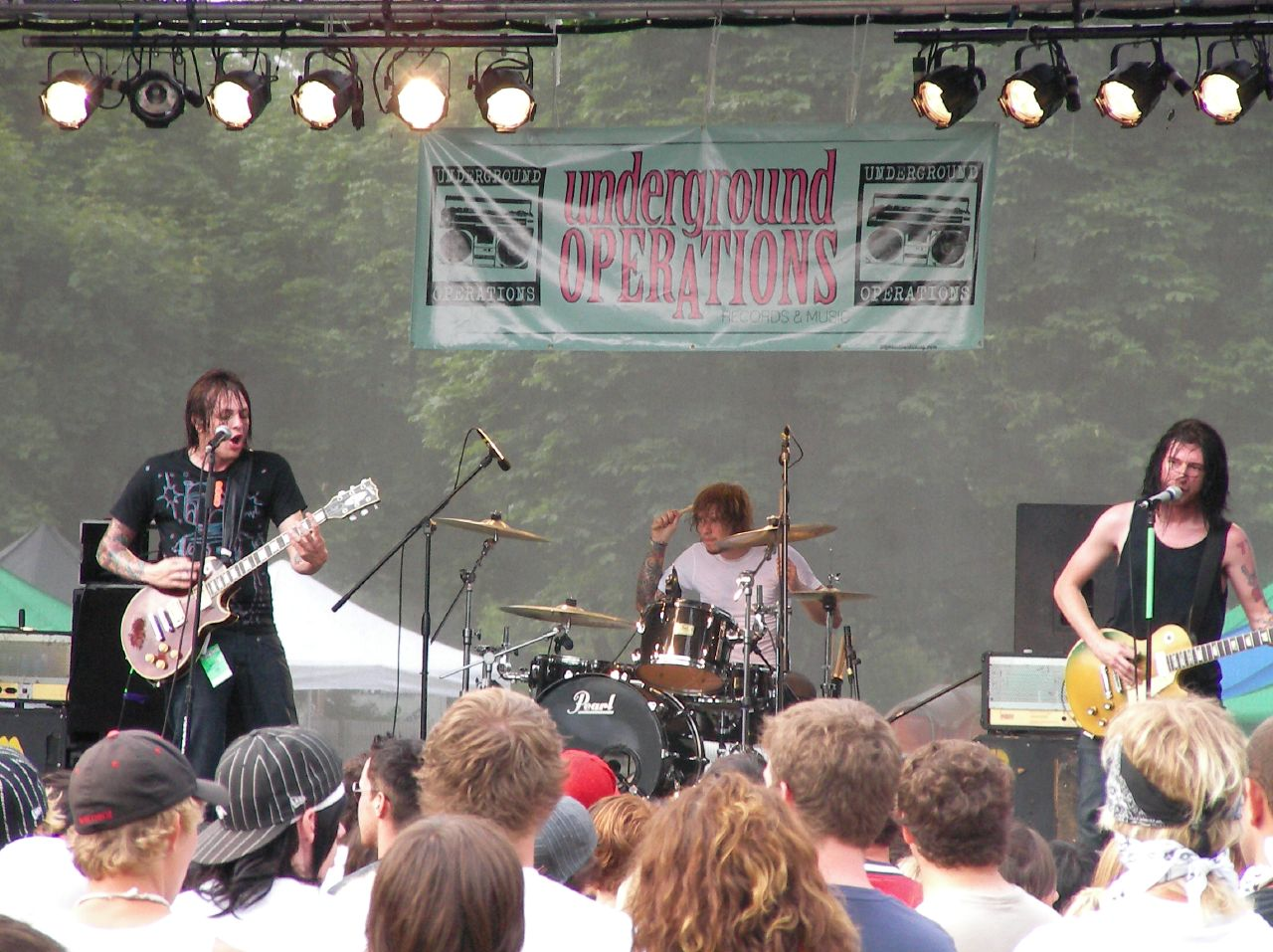
”From First to Last”, en viu l'any 2007, poc temps després de la partida de Sonny

Després de diverses gires, la banda començà a produir el seu següent àlbum titulat “Heroine”, el qual es va llençar el 21 de març de 2006. Mesos després, durant les gires, Sonny començà a patir problemes amb les cordes vocals, i la banda va haver d'abstenir-se de participar en determinats tours. Després d'un procediment quirúrgic, Moore va informar la banda que els deixaria per a treballar en la seva carrera com a solista.
En la seva estada es generaren controvèrsies, ja que inicialment les lletres de l'àlbum Dear Diary, My Teen Angst Has a Body Count recorrien a la depressió, per la tendència denominada emo. També en varen generar els membre de la banda, en especial Sonny, del qual fou qüestionada la seva sexualitat, ja que en unes fotografies apareix besant a Ben Jorgensen, vocalista de la banda “Armor for Sleep”.

### 2007—2009: Sonny & The Blood Monkeys
Sonny va crear un nou perfil de MySpace presentant tres maquetes: «Signal», «Equinox» i «Glow worm» i el seu primer concert va ser el 7 d'abril amb Carol Robbins. Després de llençar més maquetes, Sonny sortí de gira al “Team Sleep Tour”.
El 7 d'abril del 2009, es llençà digitalment Gypsyhook EP, que conté 3 cançons i 4 remescles. També està inclosa la versió japonesa de «Mora» («海水»).

### 2010—present: Treball solista, èxit i reconeixement alsPremis Grammy
El 2010, Moore començà la seva carrera com a productor de música electrònica, sota l'àlias de Skrillex en clubs de Los Angeles. El 7 de juny del 2010, Sonny llençà l'EP My Name is Skrillex] com a descàrrega gratuïta.

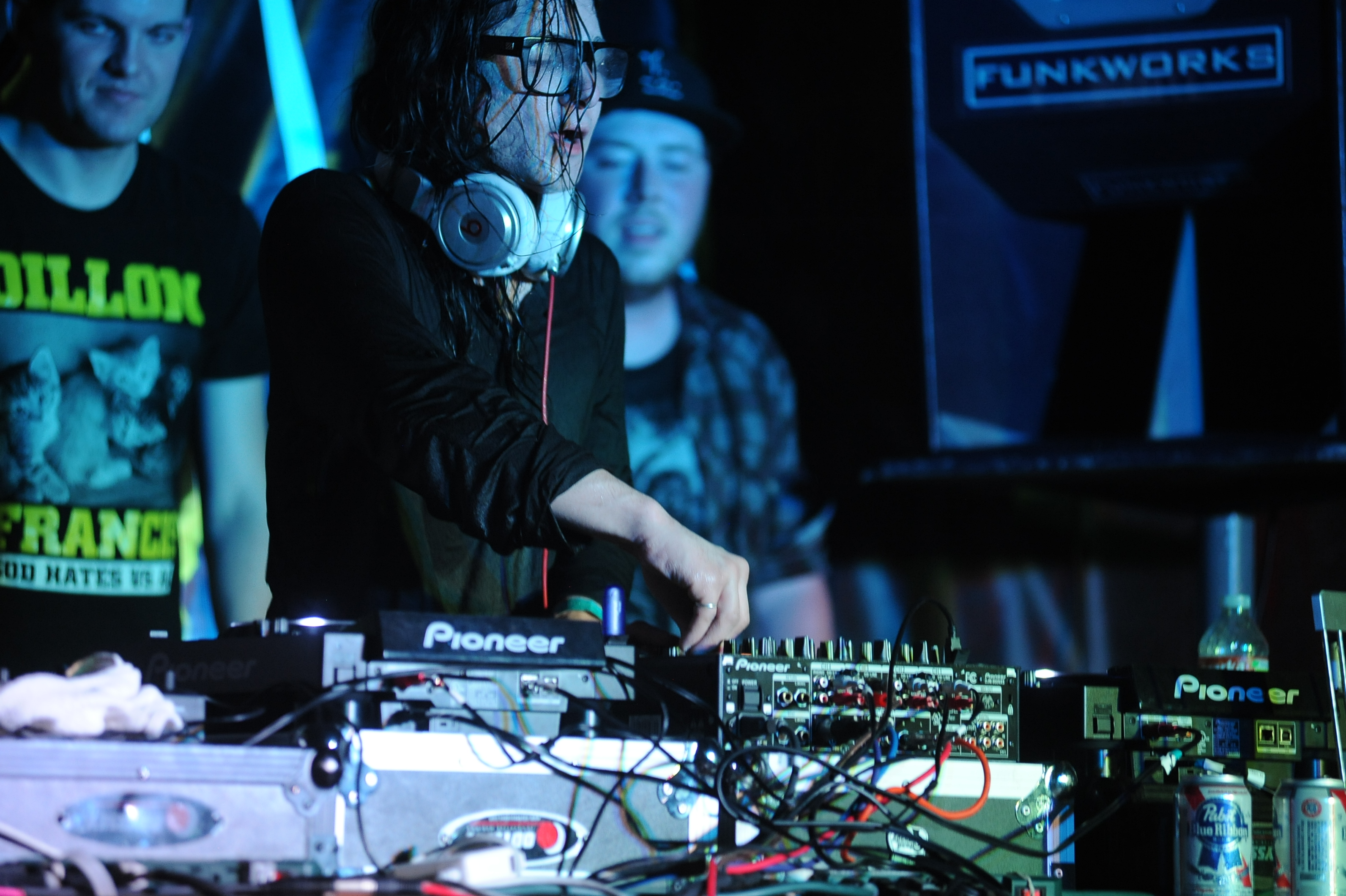
Skrillex fent de DJ

A mitjans del 2010, Moore participà com a corista i usant programació per a l'àlbum There Is a Hell, Believe Me I've Seen It. There Is a Heaven, Let's Keep It a Secret de la banda de metalcore Bring Me The Horizon. A finals d'any, Sonny començà una gira nacional amb Deadmau5 després d'haver signat per “mau5trap” llençant son segon EP, Scary Monsters and Nice Sprites, que es posicionà al número dos al Top Heatseekers.
A principis del 2011, Moore començà la gira Project Blue Book Tour amb Porter Robinson i Tommy Lee & DJ Aero. Skrillex donà a conèixer diverses cançons noves en aquesta gira com ara «First Of The Year» (coneguda des del 2007 com a «Equinox»), «Reptile» i «Cinema» (remix d'una cançó de Benny Benassi). «Reptile's Theme» aparegué a l'anunci televisiu de Mortal Kombat 9, i «First Of The Year» fou llençada a la següent edició de Scary Monsters and Nice Sprites, titulada More Monsters and Sprites, EP publicat el 7 de juny, assolint el número tres del Top Heatseekers.
El 28 d'abril de 2011, Skrillex publicà al seu Facebook, el comunicat que en març els seus ordinadors portàtils havien sigut robats a l'hotel on s'allotjava a Milà, Itàlia i que hauria de tornar a gravar el seu àlbum.
Skrillex va estrenar el seu últim àlbum Recess el març de 2014.

## Vida personal
No s'ha casat, ni té fills. Gairebé no es coneix la seva vida personal

## Discografia
| Álbums d'estudi: Com a solista - 2012: Voltage - 28 de febrer de 2012 Make It Bun Dem EP - 2010: My Name is Skrillex - 2010: Scary Monsters and Nice Sprites - 2011: More Monsters and Sprites - 2011: Bangarang - 2014: Recess Amb “From First to Last” - 2004: Dear Diary, My Teen Angst Has a Body Count - 2006: Heroine Com Sonny Moore - 2009: Gypsyhook EP | Senzills - «WEEKENDS!!!» (amb Sirah) - «Kill EVERYBODY» - «Scary Monsters and Nice Sprites» - «Reptile's Theme» - «Rock n' Roll (Will Take You to the Mountain)» - «First of the Year (Equinox)» - «Ruffneck (FULL Flex)» - «Bangarang»(amb Sirah)The Devil's Den-(Ewktwk) Debut de l'Anne-(Ewktwk) | Altres senzills - «Breakn' a Sweat»(amb The Doors) - «Kyoto»(con Sirah) Col·laboracions - «Get Up!»(de Korn) - «Narcissistic Cannibal»(de Korn amb Kill The Noise) - «Chaos Lives in Everything»(de Korn) - «Still Gettin' It»(de Foreign Beggars) - «Zoology»(amb Knife Party) - «Lick It» (de Kaskade) - «Bring Out the Devil» (de SOFI amb Kill The Noise) - «Make It Bun Dem»(De Damian Jr Gong Marley) Remescles importants - «Bad Romance» (de Lady Gaga) - «Alejandro» (de Lady Gaga) - «Just the Way You Are»(de Bruno Mars) - «Rock That Body»(de The Black Eyed Peas) - «In for the Kill»(de La Roux) - «Cinema»(de Benny Benassi con Gary Go) - «Born This Way (Died This Way)»(de Lady Gaga) - «Promises»(de Nero) - «Dancing on My Own»(de Robyn) - «Levels» (de Avicii) - «Welcome to Jamrock» (de Damian Marley) - «Crush on you» (de Nero) - «E.T.»(de Katy Perry) - «Holding on»(de MONSTA) |

## Guardons
Premis
- 2012: Grammy al millor àlbum de música dance/electrònica
- 2013: Grammy al millor àlbum de música dance/electrònica

Nominacions
- 2012: Grammy al millor nou artista